# Greffelkamp
Greffelkamp (Nederfrankisch: Greffelkemp) is een plattelandskern in de gemeente Montferland, in de Nederlandse provincie Gelderland. Greffelkamp telt 354 inwoners (stand 2003).
In Greffelkamp staat de havezate Luynhorst. Dit oorspronkelijk middeleeuwse kasteeltje is vanaf 1560 diverse malen verbouwd. De Luynhorst is een rijksmonument. Andere adellijke huizen waren de Manhorst, Nevelhorst en Schadewijk, deze zijn echter afgebroken. Daarnaast was er ook nog de hoeve Klein-Overenk in Greffelkamp die oorspronkelijk behoorde tot de havezate Overeng in Loil; omdat de tussengelegen Overenkseweg de grens tussen Loil en Greffelkamp, ligt Klein-Overenk in Greffelkamp. Zowel havezate als de hoeve zijn afgebroken. 
Greffelkamp heeft een eigen schutterij: St. Martinus. De inwoners van Greffelkamp gebruiken het schuttersgebouw meestal als middelpunt van het dorp. Enkele keren per jaar komen bijna alle inwoners van Greffelkamp samen en wordt er een zogenaamd schutterstreffen gehouden. Jaarlijks wordt het schuttersfeest gevierd. Er wordt dan geschoten om het koningschap, ringgestoken, en op de zondag van het schuttersweekend komen alle schutterijen uit Didam en omstreken bij elkaar op het raadhuisplein daar worden activiteiten gehouden zoals vaandeldraaien.
In Greffelkamp wonen veel families. De achternamen Wenting, Boerstal en met name Peters komen veel voor.
Een groot gedeelte van de 'Petersen' in Greffelkamp stammen af van Bernardus Peters. Hij werd ook wel 'Naat' genoemd. Inmiddels zijn er ruim 800 'Naatjes'. Eens in de zeven jaar vindt er een Naatjesreünie plaats. Aangezien de meeste Naatjes in Greffelkamp wonen wordt het ook wel het hol van de Naatjes genoemd.